# Biding My Time
«Biding My Time» — композиция группы Pink Floyd, впервые (и до настоящего времени официально — единственный раз) изданная в альбоме-сборнике Relics в мае 1971 года.
Написана Роджером Уотерсом в 1969 году, и до издания в альбоме Relics была известна слушателям только по исполнениям концертного тура 1969 года, как часть сюиты «The Man and The Journey» (где эта композиция называлась «Afternoon»). В основе текста песни — рассказ мужчины о том, как он проводит время с любимой женщиной, забывая о «печальных и плохих днях», когда оба работали «с девяти до пяти».

## Участники записи
- Роджер Уотерс — бас-гитара, вокал
- Дэвид Гилмор — акустическая гитара, электрогитара
- Ричард Райт — клавишные, орган, тромбон[2]
- Ник Мейсон — ударные, перкуссия